# كازينا
كازينا (بالإيطالية: Casina)‏ هي بلدية في مقاطعة ريدجو إميليا في إقليم إميليا رومانيا الإيطالي.

## السكان
في سنة 1861 بلغ عدد السكان 3٬909 نسمة، وتطور العدد ليصل في سنة 2011 لـ 4٬534 نسمة.
يظهر هذا المخطط البياني تطور النمو السكاني لـ كازينا

## توأمة
لكازينا اتفاقيات توأمة مع:
- فريتسلار